# Ruellia caucensis
Ruellia caucensis är en akantusväxtart som beskrevs av Emery Clarence Leonard. Ruellia caucensis ingår i släktet Ruellia och familjen akantusväxter. Inga underarter finns listade i Catalogue of Life.